# ヤマハ硬式野球部
ヤマハ硬式野球部（ヤマハこうしきやきゅうぶ）は、静岡県浜松市に本拠地を置き、日本野球連盟に加盟している社会人野球の企業チームである（練習グラウンドは静岡県磐田市に所在する）。
運営母体は、楽器・音響機器・自動車部品製造発売を手がけるメーカーのヤマハ。

## 概要
1958年、『日本楽器硬式野球部』として創部。
1965年の都市対抗野球で初出場を果たし、1967年の都市対抗野球では準優勝、1972年の都市対抗野球では初優勝を果たした。
1976年の日本選手権で初出場を果たし、1980年の日本選手権と1985年の日本選手権では準優勝を果たした。
1987年、本社の名称変更に伴いチーム名を『ヤマハ硬式野球部』に改称した。同年は、都市対抗野球で2度目の優勝を果たした。
1990年、都市対抗野球で3度目の優勝を果たした。
これまで静岡県内では、大昭和製紙（富士市）、河合楽器（浜松市）らの強豪と常にしのぎを削ってきたが、1993年に大昭和製紙が休部し（1996年に廃部）、2001年に河合楽器が休部して以降は静岡県内では唯一の企業チームとして活動している。
2016年、日本選手権で初優勝を果たした。

## 設立・沿革
- 1958年 - 『日本楽器』として創部。
- 1965年 - 都市対抗野球に初出場（初戦敗退）。第15回日本産業対抗野球大会で準優勝。
- 1967年 - 都市対抗野球で準優勝。
- 1972年 - 都市対抗野球で初優勝。
- 1976年 - 日本選手権に初出場（初戦敗退）。
- 1980年 - 日本選手権で準優勝。
- 1985年 - 日本選手権で準優勝。
- 1987年 - 本社の名称変更に伴い、チーム名を『ヤマハ』に改称。都市対抗野球で2度目の優勝。
- 1990年 - 都市対抗野球で3度目の優勝。
- 2016年 - 日本選手権で初優勝。
- 2023年 - 都市対抗野球で2度目の準優勝。

## 主要大会の出場歴・最高成績
- 都市対抗野球大会：出場45回、優勝3回（1972、1987、1990年）、準優勝2回（1967年、2023年）
- 日本産業対抗野球大会:出場4回、準優勝1回（1965年）
- 社会人野球日本選手権大会：出場28回、優勝1回（2016年）、準優勝3回（1980、1985年）
- JABA北海道大会：優勝1回（2004年）
- JABA東北大会：優勝4回（2001、2021、2024、2025年）
- JABA静岡大会：優勝4回（1973、1993、2002年、2023年)
- JABAベーブルース杯争奪大会：優勝1回（1966年）
- JABA京都大会：優勝2回（1977、2010年）
- JABA岡山大会：優勝1回（1971年）
- JABA九州大会：優勝1回（1965年）
- JABA長野県知事旗争奪野球大会：優勝7回（1965、1966、1970、1971、1979、1980、1982年）
- JABA日立市長杯争奪大会：優勝2回（1985、1990年）
- JABA広島大会：優勝1回（2000年）
- JABA新潟大会：優勝5回（1988、1989、1990、1994、2003年）
- JABA富山市長旗争奪富山大会：優勝3回（1975、1985、2005年）
- JABA高山市長旗・飛騨市長杯争奪高山大会：優勝2回（1989、2010年）
- JABA伊勢・松阪大会：優勝5回（1971、1972、1979、1982、2003年）

## 主な出身プロ野球選手
- 村上公康（捕手） - 1966年第1次ドラフト4位で西鉄ライオンズに入団
- 中野孝征（内野手） - 1967年ドラフト1位でサンケイアトムズに入団
- 服部敏和（内野手） - 1968年ドラフト10位で近鉄バファローズに入団
- 鎌野裕（投手） - 1971年ドラフト6位で東映フライヤーズに入団
- 池谷公二郎（投手） - 1972年ドラフト1位で広島東洋カープから指名を受け、翌1973年シーズン終了後に入団
- 新美敏（投手） - 1972年ドラフト1位で日拓ホームフライヤーズに入団
- 辻哲也（外野手） - 1972年ドラフト7位で中日ドラゴンズに入団
- 榊原良行（内野手） - 1974年ドラフト4位で阪神タイガースに入団
- 深沢恵雄（投手） - 1975年ドラフト5位で阪神タイガースから指名を受け、翌1976年シーズン終了後に入団
- 河守峰男（投手） - 1975年ドラフト外で大洋ホエールズに入団
- 佐藤滋孝（外野手） - 1979年ドラフト外で阪急ブレーブスに入団
- 藤原仁（投手） - 1979年ドラフト外で阪神タイガースに入団
- 立野政治（投手） - 1980年ドラフト外でヤクルトスワローズに入団
- 鍋屋道夫（投手） - 1982年ドラフト5位で広島東洋カープに入団
- 熊野輝光（外野手） - 1984年ドラフト3位で阪急ブレーブスに入団
- 高田博久（投手） - 1985年ドラフト外で日本ハムファイターズに入団
- 西村龍次（投手） - 1989年ドラフト1位でヤクルトスワローズに入団
- 吉田篤史（投手） - 1991年ドラフト1位で千葉ロッテマリーンズに入団
- 岡本真也（投手） - 2000年ドラフト4位で中日ドラゴンズに入団
- 辻竜太郎（外野手） - 2001年ドラフト8位でオリックス・ブルーウェーブに入団
- 筒井正也（投手） - 2001年ドラフト8位で広島東洋カープに入団
- 三東洋（投手） - 2002年ドラフト6位で阪神タイガースに入団
- 歌藤達夫（投手） - 2003年ドラフト自由獲得枠でオリックス・ブルーウェーブに入団
- 森山周（内野手） - 2005年大学生・社会人ドラフト4位でオリックス・バファローズに入団
- 岡本洋介（投手） - 2009年ドラフト6位で埼玉西武ライオンズに入団
- 石山泰稚（投手） - 2012年ドラフト1位で東京ヤクルトスワローズに入団
- 竹下真吾（投手） - 2014年ドラフト1位で東京ヤクルトスワローズに入団
- 池田駿（投手） - 2016年ドラフト4位で読売ジャイアンツに入団
- 鈴木博志（投手） - 2017年ドラフト1位で中日ドラゴンズに入団
- 池谷蒼大（投手） - 2020年ドラフト5位で横浜DeNAベイスターズに入団
- 宮崎竜成（内野手） - 2024年ドラフト2位で千葉ロッテマリーンズより指名

## 元プロ野球選手の競技者登録
- 森口哲夫（元：阪急ブレーブス、大映ユニオンズ） - 投手→監督→退団
- 佐藤二朗（元：ヤクルトスワローズ） - 内野手→兼任コーチ→コーチ（2007年～2022年）
- ロドリゴ宮本（元：ヤクルトスワローズ） - 投手→退団
- 網谷圭将（元：横浜DeNAベイスターズ） - 内野手（2019年～）

## かつて在籍していた選手・コーチ・監督
- 川島勝司（内野手） - 選手として在籍し、その後監督を務めた。ソウルオリンピック日本代表コーチ。アトランタオリンピック日本代表監督。
- 長田仁志（外野手） - 選手として在籍し社会人ベストナイン等の数々の賞を受賞、その後監督を務めた。監督時の1999年都市対抗野球大会ではチームを3位に導く。現在は静清高等学校野球部の監督を務める。静清高校含め、これまで数多くのプロ野球選手を輩出。
- 髙栁信英 - 選手として在籍し、その後監督を務めた。実弟は高柳秀樹。
- 鳥谷司（内野手） - 実兄は鳥谷敬[2]。
- 町田友潤（内野手） - 常葉学園菊川にて2007年の選抜高校野球大会で「甲子園史上最高の二塁手」と評されるほどの好守備で優勝に貢献した[3]。
- 山路哲生（内野手） - 選手として在籍した。現役引退後、東北福祉大学硬式野球部のコーチ・監督を歴任。
- 山本泰（外野手） - 選手として在籍した。現役引退後、PL学園高野球部の監督、大阪産業大学高野球部の監督、法政大学野球部の監督、大阪近鉄バファローズにスカウトなどを歴任。
- 河野和洋（外野手） - 選手として在籍した。退団後は米独立リーグ球団などに所属。現役引退後、帝京平成大学硬式野球部の監督に就任[4]。
- 山本秀樹（内野手） - 選手として在籍し、その後監督を務めた。
- 吉村健二（投手） - 選手として在籍した。第3回WBCブラジル代表。
- 劉秋農（投手） - ロサンゼルスオリンピック台湾代表。
- フェリペ・ナテル（投手） - 選手として在籍し、2023年よりコーチも兼任した。2025年シーズンより福岡ソフトバンクホークスの四軍投手コーチに就任。